# Eva Irgl
Eva Irgl, slovenska političarka in poslanka,  * 9. december 1976, Šempeter pri Gorici.
Nekdanja televizijska voditeljica je od leta 2004 poslanska v Državnem zboru Republike Slovenije.

## Mladost
Eva Irgl se je rodila 9. decembra 1976 v Šempetru pri Gorici. Obiskovala je gimnazijo na Srednji šoli Veno Pilon v Ajdovščini, nato pa študirala na Teološki fakulteti Univerze v Ljubljani. Kasneje se je znašla v televizijskih vodah - na Televiziji Sloveniji je vodila nekaj razvedrilnih oddaj, med njimi TV Genij.

## Politika
Eva Irgl je bila na listi Slovenske demokratske stranke leta 2004 izvoljena v Državni zbor Republike Slovenije; v tem mandatu je bila članica Komisije za peticije ter za človekove pravice in enake možnosti, Ustavne komisije in podpredsednica odbora za visoko šolstvo, znanost in tehnološki razvoj 
Ponovno je bila izvoljena v letu 2008, v tem mandatu je predsedovala komisiji za peticije ter za človekove pravice in enake možnosti in bila članica odbora za notranjo politiko, javno upravo in pravosodje in odbora za visoko šolstvo, znanost in tehnološki razvoj. V mandatu 2011–2014 je bila članica mandatno-volilne komisije, odbora za notranje zadeve ter komisije za peticije ter za človekove pravice in enake možnosti, prav tako predsednica odbora za pravosodje, javno upravo in lokalno samoupravo.
Na državnozborskih volitvah 2014 je bila kot kandidatka SDS v okraju Ajdovščina s 3.379 glasovi (29,46 %) ponovno izvoljena za poslanko v državnem zboru. Na državnozborskih volitvah 2018 je v volilnem okraju zmagala s 3.498 glasovi oz. 30,14 % in v novem mandatu med drugim postala predsednica odbor za delo, družino, socialne zadeve in invalide ter članica odborov za zunanje zadeve in pravosodje. Na listi Slovenske demokratske stranke je bila za poslanko v Državnem zboru Republike Slovenije zadnjič izvoljena na volitvah leta 2022. 
Irglova se je istega leta pojavljala tudi v ožji ekipi Anžeta Logarja kot kandidata za predsednika republike, nato pa tudi v njegovem društvu Platforma sodelovanja. V začetku leta 2024 Eva Irgl poleg poslancev SDS Anžeta Logarja in Dejana Kaloha ni podpisala izjave o zavezanosti SDS do konca mandata, zaradi česar je stranka omenjene tri poslance presedla v zadnjo parlamentarno klop in jim odvzela funkcije v delovnih telesih. Nekaj dni za Logarjem je Eva Irgl 14. oktobra 2024 izstopila iz Slovenske demokratske stranke.

## Zasebno
Njen partner je radijski voditelj in jezikoslovec Luka Ličar.